# جامعة سيئون
جامعة سيئون هي جامعة حكومية تقع في مدينة سيئون بمحافظة حضرموت شرق الجمهورية اليمنية. أُنشأت الجامعة بالقرار الجمهوري رقم (52) لسنة 2017م.

## النشأة والكليات
قبل إنشاء الجامعة كان بمدينة سيئون ثلاث كليات تتبع جامعة حضرموت في المكلا وهي:
1. كلية التربية أُنشأت عام 1996م.[2]
2. كلية العلوم التطبيقية أُنشأت عام 1997م.[3]
3. كلية البنات أُنشأت عام 2009م.[4]

في 2017م، ضُمت الكليات الثلاث إلى جامعة سيئون واستحدثت عدة كليات جديدة وهي:
1. كلية الطب والعلوم الصحية بموجب قرار رئيس الجامعة رقم (18) لعام 2018م.[5]
2. كلية العلوم الإدارية بموجب قرار رئيس الجامعة رقم (22) لعام 2018م.[6]
3. كلية التعليم المفتوح بموجب قرار رئيس الجامعة رقم (51) لعام 2018م.[7]
4. كلية الآداب واللُّغات بموجب قرار رئيس الجامعة رقم (120) لعام 2020م.[8]
5. كلية التربية البدنية والرياضية بموجب قرار رئيس الجامعة رقم (67) لعام 2019م.[9]
6. كلية الحقوق والعلوم الإنسانية أنشأت في العام 2020م.[10]

## المراكز
تضم الجامعة خمسة مراكز بحثية هي:
1. مركز نحل العسل
2. مركز النخيل والتمور
3. مركز التطوير الأكاديمي وضمان الجودة
4. مركز اللغات وخدمة المجتمع
5. مركز تقنية المعلومات

## المنشورات
تصدر الجامعة مجلة علمية محكَّمة نصف سنوية تعنى بمجالات العلوم الإنسانية والتطبيقية.